# Raúl Coronado
Raúl Alberto Coronado Rentería (Puerto Vallarta, Jalisco; 26 de mayo de 1984) es un actor mexicano que se dio a conocer por su papel en la telenovela Vino el amor.

## Carrera
Es egresado del Centro de Educación Artística (CEA) de Televisa.
Sus primeras apariciones en telenovelas fueron breves como en Una familia con suerte, Esperanza del corazón y De que te quiero, te quiero.
Participó en Vino el amor con Irina Baeva y Bárbara López.
Se unió a la etapa final de Mi adorable maldición donde interpreta a Luca Rossetti, a lado de Renata Notni y Paty Díaz.
En 2017, participa en Papá a toda madre del productor Eduardo Meza y personifica al policía Rodrigo Conde. 
En 2017, trabaja en Solo para mujeres junto a David Zepeda, Emmanuel Palomares, Juan Ángel Esparza entre otros.

## Filmografía

### Telenovelas
| Año       | Telenovela                  | Personaje                          | Episodios                                                                               |
| --------- | --------------------------- | ---------------------------------- | --------------------------------------------------------------------------------------- |
| 2024      | El amor no tiene receta     | Fobo Arredondo                     |                                                                                         |
| 2022-2023 | Cabo                        | Alan Ortega                        |                                                                                         |
| 2021-2022 | Esta historia me suena      | Manuel Portela Domínguez / Fausto  | 2 episodio                                                                              |
| 2019      | Un poquito tuyo             | Elvis Rosales                      |                                                                                         |
| 2018      | La jefa del campeón         | Delfino Zamora                     |                                                                                         |
| 2017-2018 | Papá a toda madre           | Rodrigo Conde                      |                                                                                         |
| 2017      | Mi adorable maldición       | Luca Rossetti / Lucas Almada Rosas |                                                                                         |
| 2017      | La fuerza de creer          |                                    | 1 episodio                                                                              |
| 2016-2017 | Vino el amor                | Miguel Díaz                        |                                                                                         |
| 2015-2016 | La vecina                   | Julián Aguilera                    |                                                                                         |
| 2013-2017 | Como dice el dicho          | 1. Apostador                       | 1. Conviene al poderoso con el débil ser piadoso (2017) 2. Gallo que no canta... (2013) |
| 2013      | De que te quiero, te quiero | Compañero del Chato                |                                                                                         |
| 2011      | Historias delirantes        | Lucio                              |                                                                                         |
| 2011      | Esperanza del corazón       |                                    |                                                                                         |

### Teatro
| Año  | Obra              |
| ---- | ----------------- |
| 2018 | Cats              |
| 2017 | Solo para mujeres |
| 2016 | 23 centímetros    |

### Reality
| Año  | Programa                      | Rol         |
| ---- | ----------------------------- | ----------- |
| 2023 | Mira quien baila: La revancha | Concursante |
| 2022 | Reto 4 Elementos              | Finalista   |
| 2021 | Las estrellas bailan en hoy   | El mismo    |

### Cortometrajes
| Año  | Cortometraje               | Personaje/Debut |
| ---- | -------------------------- | --------------- |
| 2010 | El corrido de Luciano Peña | Músico          |